# Urolophus circularis
Urolophus circularis е вид хрущялна риба от семейство Urolophidae.

## Разпространение
Видът е разпространен край югозападна Австралия между Есперанс и Ротнест.